# Västra Eneby kyrkokör
Västra Eneby kyrkokör var en blandad kör och kyrkokör i Västra Eneby församling, Västra Eneby socken som bildades 1935 av komminister Eric Nilsson.  

## Historik
Västra Eneby kyrkokör bildades 1935 av komminister Eric Nilsson i Västra Eneby församling. Hösten 1939 tog komminister Oscar Ahlén över som dirigent för kören. Kören bestod då av 15 till 20 sångare. Kören har deltagit i Linköpings stifts kyrkosångshögtider i Linköping 1938, Vimmerby 1943 och Linköping 1945.